# Jan Budziaszek
Jan Budziaszek (ur. 21 listopada 1945 w krakowskiej dzielnicy Podgórze) – polski perkusista bigbitowy, rockowy i popowy. 

## Życiorys
Z wykształcenia jest technikiem-chemikiem. Od 1965 związany na stałe z zespołem Skaldowie. Od 1979 do 1981 współpracował z zespołem swingowym „Playing Family”. Następnie grał z Jarosławem Śmietaną w grupie Extra Ball, w Kwartecie Tomasza Stańki, współpracował z Marylą Rodowicz i grupą Pod Budą, oraz z New Life’m.
Uczestniczył w wielu festiwalach muzycznych: Norymberga, Jazz Jamboree, Bratysława, Berkeley, Reno. Szacuje się, że zagrał ponad 5000 koncertów. Nagrał 30 płyt, jest ponadto autorem wielu godzin muzyki na potrzeby teatru i telewizji. 
Pod koniec lat 60. uzależnił się od alkoholu. Zajmował się wtedy także pędzeniem bimbru. W tym czasie regularnie, zwłaszcza miedzy koncertami palił marihuanę. Chodował ją także w przydomowym ogródku. W latach 70. przestał spełniać jakiekolwiek praktyki religijne. Na początku lat 80. poczuł potrzebę pogłębienia swojego życia duchowego. Zafacynował się wówczas religiami Wschodu (buddyzm i hinduizm). W 1984 na prośbę księdza Augustyna Konska CM, proboszcza jego rodzinnej  Parafii Najświętszej Maryi Panny z Lourdes w Krakowie, przyjął do swojego domu grupę niemek pielgrzymujących pieszo na Jasną Górę. Świadectwo wiary pątniczek i odbyte z nimi rozmowy, rozpoczęły proces jego nawrócenia i powrotu do wiary katoliciej. Postanowił wyruszyć z nimi na kilkukilometrowy odcinek ich trasy, ale jak się później okazało dotarł z nimi, aż do celu ich podróży. Od tamtej pory ponownie wrócił do stałych praktyk religijnych i regularnego uczęszczania do kościoła. Z czasem wprowadził do swojego życia codznienną modlitwę różańcową.  Jego nawrócenie doprowadziło u niego do całkowitej abstynencji od alkoholu i narkotyków. W późnejszych latach wieokrotnie uczestniczył w pieszych pielgrzymkach na Jasną Górę. 
Jest świeckim rekolekcjonistą i autorem książek, w tym m.in.: „Dzienniczek perkusisty (część 1)”, „Dzienniczek perkusisty (Część 2)”, „Dzienniczek perkusisty - Odkrycie Ameryki”, „Królewska Droga Krzyża”, „Jan Budziaszek i Jacek Zieliński - Wielkich Polaków Modlitwy za ojczyznę”, oraz kilku książek wydanych w postaci kasety, m.in. „Jan Budziaszek zaprasza do różańca”, „Do nieba idzie się”, „Medjugorski różaniec”, „Królewska droga krzyża”.  
Pomysłodawca koncertu „Jednego Serca, jednego Ducha”, który od 2003 odbywa się corocznie wieczorem w dniu obchodzonej przez katolików Uroczystości Bożego Ciała w Parku Sybiraków w Rzeszowie.
29 czerwca 2006 został odznaczony przez ministra kultury i dziedzictwa narodowego Kazimierza Michała Ujazdowskiego Srebrnym Medalem „Zasłużony Kulturze Gloria Artis”. Został odznaczony odznaką honorową „Zasłużony dla Województwa Podkarpackiego”.

## Życie prywatne
Jego ojciec w czasie II wojny światowej należał do Armii Krajowej i był więziony w areszczie przez UB, poddawany również wielogodzinnym przesłuchaniom i licznym torturom. Ma starszego brata Adama. W 1947 matka oddała go pod szczególną opiekę Matce Bożej, zapisując w szeregii Milicji Niepokalanej, katolickiej organizacji założonej przez franciszkanina, ojca Maksymiliana Kolbe. Wystawiona dla niego legitymacja członkowska została podpisana in blanco (pol. na czysto) wiele lat wcześniej przez samego założyciela, zamordowanego w obozie koncentracyjnym w Auschwitz.
Od 1973 żonaty z Barbarą. Mają dwójkę dzieci: córkę Barbarę (ur. w 1977) i syna Jacka (ur. w 1981).